# Éolia fille d'Amythaon
Éolia en grec ancien Αἰολία, est, dans la mythologie grecque, la fille d'Amythaon.
Son époux Calydon, fondateur de la cité à laquelle il donna son nom, la rendit mère de deux enfants : Épicaste et Protogénie.

## Source
- Pseudo-Apollodore, Bibliothèque [détail des éditions] [lire en ligne], I, 7, 7.